# Allsvenskan 1992
L'edizione 1992 del campionato di calcio svedese (Allsvenskan) vide la vittoria finale dell'AIK.
Capocannoniere del torneo fu Hans Eklund (Östers IF), con 16 reti.

## Classifiche

### Stagione regolare
|    | Classifica      | G  | V  | N | P  | GF | GS | Diff | Punti |
| -- | --------------- | -- | -- | - | -- | -- | -- | ---- | ----- |
| 1  | IFK Norrköping  | 18 | 11 | 3 | 4  | 38 | 19 | +19  | 36    |
| 2  | Öster           | 18 | 8  | 5 | 5  | 36 | 29 | +7   | 29    |
| 3  | Trelleborg      | 18 | 7  | 7 | 4  | 20 | 20 | 0    | 28    |
| 4  | AIK             | 18 | 7  | 6 | 5  | 24 | 18 | +6   | 27    |
| 5  | Malmö FF        | 18 | 7  | 5 | 6  | 22 | 16 | +6   | 26    |
| 6  | IFK Göteborg    | 18 | 7  | 2 | 9  | 25 | 24 | +1   | 23    |
| 7  | Djurgården      | 18 | 6  | 5 | 7  | 26 | 32 | -6   | 23    |
| 8  | Örebro          | 18 | 4  | 8 | 6  | 17 | 23 | -6   | 20    |
| 9  | Västra Frölunda | 18 | 4  | 5 | 9  | 18 | 27 | -9   | 17    |
| 10 | GAIS            | 18 | 4  | 4 | 10 | 14 | 32 | -18  | 16    |

### Mästerskapsserien
Si disputò la seconda e ultima edizione della Mästerskapsserien, la quale assegnava il titolo di campione di Svezia.
|   | Classifica     | G  | V | N | P | GF | GS | Diff | Punti |
| - | -------------- | -- | - | - | - | -- | -- | ---- | ----- |
| 1 | AIK            | 10 | 6 | 2 | 2 | 23 | 11 | +12  | 34    |
| 2 | IFK Norrköping | 10 | 4 | 2 | 4 | 14 | 18 | -4   | 32    |
| 3 | Öster          | 10 | 4 | 3 | 3 | 18 | 17 | +1   | 30    |
| 4 | Trelleborg     | 10 | 4 | 0 | 6 | 23 | 29 | -6   | 26    |
| 5 | IFK Göteborg   | 10 | 4 | 1 | 5 | 17 | 17 | 0    | 25    |
| 6 | Malmö FF       | 10 | 3 | 2 | 5 | 11 | 14 | -3   | 24    |

### Kvalsvenskan
Alla Kvalsvenskan parteciparono le ultime quattro squadre classificate della prima fase dell'Allsvenskan (Djurgårdens IF, Örebro SK, Västra Frölunda IF e GAIS) e le prime classificate della prima fase dei quattro gironi di Division 1 (IFK Sundsvall, IK Brage, BK Häcken e Halmstads BK).
|   | Classifica      | G  | V | N | P  | GF | GS | Diff | Punti |
| - | --------------- | -- | - | - | -- | -- | -- | ---- | ----- |
| 1 | Halmstad        | 14 | 9 | 1 | 4  | 31 | 20 | +11  | 28    |
| 2 | Örebro          | 14 | 8 | 2 | 4  | 28 | 16 | +12  | 26    |
| 3 | Brage           | 14 | 7 | 5 | 2  | 21 | 11 | +10  | 26    |
| 4 | Häcken          | 14 | 7 | 2 | 5  | 29 | 24 | +5   | 23    |
| 5 | Djurgården      | 14 | 5 | 7 | 2  | 30 | 16 | +14  | 22    |
| 6 | GAIS            | 14 | 5 | 2 | 7  | 18 | 21 | -3   | 17    |
| 7 | Västra Frölunda | 14 | 1 | 4 | 9  | 19 | 31 | -12  | 7     |
| 8 | IFK Sundsvall   | 14 | 2 | 1 | 11 | 12 | 49 | -37  | 7     |

## Spareggi salvezza/promozione
Agli spareggi salvezza/promozione parteciparono le ultime quattro squadre classificate del girone di Kvalsvenskan (Djurgårdens IF, GAIS, Västra Frölunda IF e IFK Sundsvall) e le prime classificate della seconda fase dei quattro gironi di Division 1 (Helsingborgs IF, IFK Luleå, Örgryte IS e Degerfors IF).
| Djurgården      | 3 - 1       | Degerfors       | Stoccolma, 1º novembre 1992 |  |  |  |  |
| Degerfors       | 2 - 0 (gfc) | Djurgården      | Degerfors, 7 novembre 1992  |  |  |  |  |
|                 |             |                 |                             |  |  |  |  |
|                 | Risultati   |                 | Luogo e data                |  |  |  |  |
| GAIS            | 1 - 2       | Örgryte         | Göteborg, 31 ottobre 1992   |  |  |  |  |
| Örgryte         | 2 - 0       | GAIS            | Göteborg, 7 novembre 1992   |  |  |  |  |
|                 |             |                 |                             |  |  |  |  |
|                 | Risultati   |                 | Luogo e data                |  |  |  |  |
| IFK Luleå       | 2 - 1       | Västra Frölunda | Luleå, 31 ottobre 1992      |  |  |  |  |
| Västra Frölunda | 4 - 2       | IFK Luleå       | Göteborg, 7 novembre 1992   |  |  |  |  |
|                 |             |                 |                             |  |  |  |  |
| Helsingborg     | 3 - 0       | IFK Sundsvall   | Degerfors, 31 ottobre 1992  |  |  |  |  |
| IFK Sundsvall   | 1 - 6       | Helsingborg     | Sundsvall, 7 novembre 1992  |  |  |  |  |

## Verdetti
- AIK campione di Svezia 1992.
- Djurgårdens IF, GAIS, IFK Luleå e IFK Sundsvall retrocesse/restano in Division 1.
- Degerfors IF, Örgryte IS, Västra Frölunda IF e Helsingborgs IF promosse/restano in Allsvenskan.